# لاکسلوی (واشینگتن)
لاکسلوی (به انگلیسی: Lochsloy) یک منطقهٔ مسکونی در ایالات متحده آمریکا است که در شهرستان اسنوهومیش، واشینگتن واقع شده‌است. لاکسلوی ۱۶٫۱ کیلومتر مربع مساحت و ۲٬۵۳۳ نفر جمعیت دارد و ۷۲ متر بالاتر از سطح دریا واقع شده‌است.